# Danley Jean Jacques
Danley Jean Jacques (Petit-Goâve, 20 de mayo de 2000) es un futbolista haitiano que juega de centrocampista para el Philadelphia Union de la Major League Soccer.

## Selección nacional
Tras jugar en las categorías inferiores, finalmente hizo su debut con la selección de fútbol de Haití el 25 de marzo de 2023 en un partido de la Liga de Naciones de la Concacaf 2022-23 contra Montserrat que finalizó con un resultado de 0-4 a favor del combinado haitiano tras los goles de Duckens Nazon, Frantzdy Pierrot, Derrick Etienne y Mondy Prunier.

## Clubes
| Club               | País           | Año       | Partidos | Goles |
| ------------------ | -------------- | --------- | -------- | ----- |
| Don Bosco FC       | Haití          | 2015-2021 | 54       | 7     |
| F. C. Metz II      | Francia        | 2021-2022 | 15       | 0     |
| F. C. Metz         | Francia        | 2022-2024 | 69       | 0     |
| Philadelphia Union | Estados Unidos | 2024-     | 29       | 3     |